# Махнёв, Вадим Геннадьевич
Вадим Геннадьевич Махнев (бел. Вадзім Генадзевіч Махнеў; род. 21 декабря 1979 года в Минске) — белорусский гребец-байдарочник. Олимпийский чемпион 2008 года на байдарке-четвёрке, бронзовый призёр Олимпийских игр 2004 и Олимпийских игр 2008 на байдарке-двойке, 6-й на Олимпиаде 2004 в четвёрке. Многократный чемпион мира и Европы.
На Олимпиаде в Лондоне на байдарке-двойке на дистанции 200 м вместе с Романом Петрушенко завоевал серебро.
В 2020 году во время протестов в Беларуси подписал письмо в поддержку действующей власти.

## Государственные награды
- Орден Отечества II степени (2010)[2]
- Орден Отечества III степени (2008) — за достижение высоких спортивных результатов на XXIX летних Олимпийских играх 2008 года в г. Пекине (КНР), большой личный вклад в развитие физической культуры и спорта[3]
- Орден Почёта (2012) — за достижение высоких спортивных результатов на XXX летних Олимпийских играх 2012 года в г. Лондоне (Великобритания) и большой личный вклад в развитие физической культуры и спорта[4]